# Montebello, Kalifornien
Montebello är en stad (city) i Los Angeles County, i delstaten Kalifornien, USA. Enligt United States Census Bureau har staden en folkmängd på 62 954 invånare (2011) och en landarea på 21,6 km².